# Dougabougou
Dougabougou is een gemeente (commune) in de regio Ségou in Mali. De gemeente telt 28.000 inwoners (2009).
De gemeente bestaat uit de volgende plaatsen:
- Bandougou
- Dongoma
- Dougabougou
- Dougabougoucôrôni
- Niougou
- Sissako
- Témou